# 诺韦拉·卡利加里斯
诺韦拉·卡利加里斯（義大利語：Novella Calligaris，1954年12月27日—），意大利女子游泳运动员。她曾代表意大利参加1968年和1972年夏季奥林匹克运动会游泳比赛，共获得一枚银牌和二枚铜牌。